# Tres equis
Tres equis est une technique mixte sur toile réalisée par le peintre Miquel Barceló  en 1990.

## Historique et contexte
L'œuvre a d'abord été exposée à la galerie Bruno Bischofberger  de Zurich, (Suisse), avec un ensemble de 34 techniques mixtes, en majorité de très grands formats. Les 34 tableaux représentent l'ensemble des étapes d'une lidia qu'il a décompose en les stylisant. L'ensemble de ces peintures est présenté dans un catalogue qui confronte les peintures de l'artiste avec les photographies de Lucien Clergue traitant des mêmes "suertes". Le thème de  Tres equis,  (faena de muleta) a été repris plusieurs fois par le peintre.
La toile a été vendue en 1992 à un collectionneur privé, puis revendue par Sotheby's en 2003 à un autre collectionneur privé. On ignore sa localisation. Tres equis est souvent confondu avec Faena de muleta dont le sujet est très proche

## Description
Le tableau présente un matador travaillant à la muleta un taureau dans le troisième tercio de la corrida, juste avant la mise à mort. Le torero est minuscule, perdu au fond d'un gouffre tourbillonnant, face à un taureau minuscule, le rouge de la muleta est le seul élément net qui apparaît sur le tableau.